# Universidade da Corunha
A Universidade da Corunha é um centro universitário da Galiza. Tem campi nas cidades da Corunha e de Ferrol.
Atualmente tem, entre outros, os cursos de: Arquitectura, Biologia, Ciências Económicas e Empresariais, Direito, Filologia, Ciências da Educação, Engenharia em Informática, Engenharia de Caminhos, Canais e Portos Química e Sociologia.
Em dezembro de 2007, o Conselho de Governo da UDC aprovou o Plano de normalização linguística da Universidade, em que se recolhe o compromisso da instituição a favor da normalização da Língua galega tal e como estabelecem os seus estatutos. Através deste plano, a UDC vai pôr os recursos necessários para aumentar o uso do Galego dentro da instituição: é preciso lembrar que, segundo a "Análise sócio-linguística da Universidade da Corunha" (2005), o Galego é usado pelo professorado apenas em 9% das aulas desta instituição corunhesa. Entre outras medidas que se recolhem no plano estão: a valoração do domínio oral e escrito do Galego em todos os concursos para o acesso ao professorado; o Serviço de Publicações editará em breve pelo menos a metade das suas publicações em Galego; as concessões de serviços e atividades de organismos geridos pela UDC incluirão cláusulas linguísticas. Além disso, os planos de formação contínua do pessoal da administração e dos serviços serão integralmente em galego. No que diz respeito das disciplinas universitárias, a UDC quer chegar a que um terço das matérias obrigatórias e troncais sejam oferecidas em Galego.
O plano de normalização veio completar o Regulamento de Uso do Galego desta instituição, com que contava desde o ano 2005.

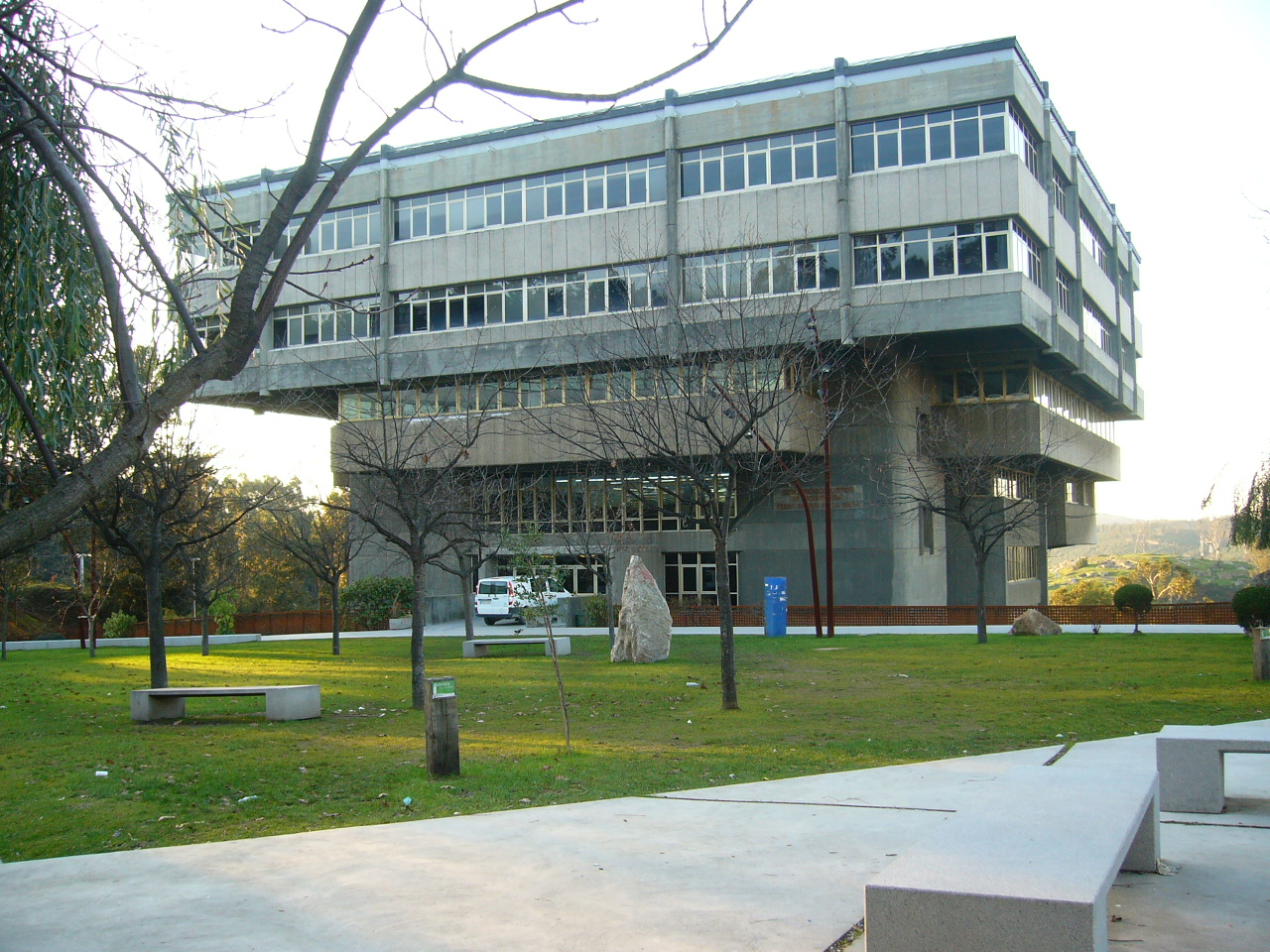
Escola Técnica Superior de Arquitectura da UDC